# Карменталія
Карменталія — свято у Стародавньому Римі, що відзначалося з 11 по 15 січня на честь римської німфи-пророчиці Карменти. У цей день жрець Карменти приносив жертви в храмі, присвячений цьому божеству, що знаходився поруч з Porta Carmentalis. Жінки молилися за щасливі і безпечні пологи та здоров'я дітей.